# 15. april
15. april er dag 105 i året i den gregorianske kalender (dag 106 i skudår). Der er 260 dage tilbage af året.
Olympias dag. Hun var diakonisse i Nicomedia og blev pisket og som for sin tros skyld blev pisket og halshugget i Cordula i Persien omkring år 250.

### Begivenheder
Født - Dødsfald
- 1683 - Kong Christian 5. underskriver Danske Lov.
- 1859 - Arbejdet med at grave Suez-kanalen begynder. Kanalen var færdig ti år senere.
- 1891 - Den amerikanske opfinder Thomas Alva Edison præsenterer sit kinetoskop, en "kukkasse-fremviser" af levende billeder.
- 1912 - Oceandamperen Titanic synker på sin jomfrurejse mellem Southampton i England og New York i USA, i farvandet omkring Newfoundland efter en kollision med et isbjerg. Titanic var verdens største skib, og blev anset for synkefri. Cirka 700 blev reddet fra forliset, mens 1.513 omkom. Vraget blev først lokaliseret i 1985 på knap 4 km dybde.
- 1921 - På et døgn falder der 1.930 mm sne over Silver Lake i Colorado, USA. Det er dermed det kraftigste snevejr på et enkelt døgn, nogensinde målt.
- 1922 - De canadiske læger Sir Frederick Grant Banting og John Macleod fremstiller det første insulin.
- 1927 - Den kinesiske general Chiang Kai-shek danner regering i Nanking.
- 1930 - Dødsstraffen afskaffes i Danmark i civile straffesager.
- 1945 - 35 hvide busser fra svensk og dansk Røde Kors undsætter de danske jøder i KZ-lejren Theresienstadt i Tjekkoslovakiet. Grev Folke Bernadotte havde af Tyskland fået lov til at hente såvel danske som norske fanger til Sverige til "krigsafslutningen".
- 1955 - McDonald’s burgerkæden grundlægges af Ray A. Kroc i Des Plaines ved Chicago i USA. Kæden blev grundlagt ud fra den pionérindsats brødrene Dick og Mac McDonald havde indført med fast food i Drive-in restauranter. Ved udgangen af 1995 havde McDonald’s tilknyttet 18.380 spisesteder i 89 lande, og i 2005 over 30.000 restauranter i 119 lande.
- 1961 - CIA trænede eksil-cubanere går i land i Cuba, men den forventede massive folkelige opbakning udebliver, og efter et par dage er invasionsforsøget knust.
- 1967 - I New York demonstrerer 250.000 amerikanere mod krigen i Vietnam.
- 1970 - Under Apollo 13’s færd til Månen befinder besætningen bestående af James Lovell, Fred Wallace Hace og John L. Swigert sig 254 km over Månens overflade - eller 400.187 km fra Jorden. Det er det længste nogen mennesker har befundet sig fra Jorden (1997).
- 1978 45 omkommer og 100 kvæstes da et eksprestog og et godstog kolliderer på strækningen Bologna-Firenze i Italien.
- 1979 - Havnebyen Kotor syd for Dubrovnik i Jugoslavien rammes af et jordskælv på 6,5 på Richter-skalaen. Mindst 200 omkom under dette og de 400 efterfølgende rystelser. 1.500 blev kvæstet og tusinder blev hjemløse.
- 1979 - Den spanske fodboldklub FC Barcelona køber den danske landsholdsspiller Allan Simonsen for en rekordpris på 13 millioner kroner.
- 1986 - USA bomber mål i Tripoli og Benghazi i Libyen. Angrebet var hævn for flere flykapringer, blodbadene i Roms og Wiens lufthavne i december 1985 og andre terroraktioner, som USA mente Libyen var delagtig i. Angrebet var også rettet mod Libyens leder Muammar al-Gaddafis hovedkvarter, men han slap uskadt. Libysk militær havde også måneden før beskudt amerikanske flådeenheder og fly i Middelhavet.
- 1988 - Forsikringsselskabet Baltica køber Falcks Redningskorps for cirka 300 millioner kr.
- 1989 - På Hillsborough Stadion i Sheffield i England bliver i 96 tilskuere mast ihjel, da der opstår panik på det overfyldte stadion under en pokalsemifinale i fodbold mellem Nottingham Forest og Liverpool.
- 1994 - Mere end 120 lande underskriver den nye GATT -aftale om en liberalisering af verdenshandelen efter 7 års forhandlinger, der startede i Uruguay i 1986.
- 1994 - Den polske filminstruktør Krzysztof Kieslowski modtager Sonningprisen på 500.000 kr.
- 2005 - I Thailand afholdes en mindehøjtidelighed for ofrene for Tsunami-bølgen Anden Juledag. 200 pårørende til de danske ofre deltager sammen med statsministeren og kronprinsparret.
- 2008 - Højesteret stadsfæster dommen på to års fængsel til Farum Kommunes tidligere borgmester Peter Brixtofte i den såkaldte Sponsorsag.
- 2010 - Det danske luftrum lukkes pga. aske fra den islandske vulkan Eyjafjallajökull.
- 2013 - To bomber sprænger ved bombeeksplosioner ved Boston Maraton.
- 2019 - Den ikoniske og historiske Notre Dame katedral i Paris brænder.

### Født
- 1452 - Leonardo da Vinci, italiensk maler og multigeni (død 1519).
- 1469 - Guru Nanak, grundlægger af den indiske sikh-religion (død 1538).
- 1646 - Christian 5., dansk-norsk konge (død 1699).
- 1684 - Katarina 1., russisk regerende kejserinde (død 1727).
- 1707 - Leonhard Euler, schweizisk matematiker (død 1783).
- 1793 - Friedrich Georg Wilhelm von Struve, holstensk astronom og geodæt (død 1864)
- 1843 - Henry James, amerikanskfødt britisk forfatter (død 1916).
- 1858 - Émile Durkheim, fransk sociolog (død 1917).
- 1894 - Bessie Smith, amerikansk blues-sangerinde (død 1937).
- 1906 - Christian Frederik von Schalburg, russisk-dansk nazist (død 1942).
- 1912 - Kim Il-Sung, Nordkoreas ministerpræsident og diktator (død 1994).
- 1913 - Hirsch Demsitz, professionel dansk bokser (død 1998).
- 1920 - Richard von Weizsäcker, tysk præsident (død 2015).
- 1921 - Georgij Beregovoj, sovjetisk kosmonaut (død 1995).
- 1924 - Neville Marriner, engelsk dirigent og violinist (død 2016).
- 1929 - Ebba Strange, dansk pædagog og tidligere folketingsmedlem (død 2012).
- 1930 - Vigdis Finnbogadottir, tidligere islandsk præsident.
- 1932 - Asger Baunsbak-Jensen, dansk præst, forfatter og tidligere undervisningsdirektør.
- 1935 - Ib Boye, dansk redaktør og forfatter (død 2009).
- 1936 - Raymond Poulidor, fransk cykelrytter (død 2019).
- 1939 - Claudia Cardinale, italiensk skuespillerinde.
- 1939 - Carlo Ginzburg, italiensk historiker.
- 1940 - Jeffrey Archer, engelsk forfatter.
- 1943 - Mariann Fischer Boel, dansk politiker og EU-kommissær.
- 1944 - Anders Errboe, dansk komponist samt musiker og kapelmester i Østjysk Musikforsyning
- 1948 - Michael Kamen, amerikansk komponist, dirigent og musiker (død 2003).
- 1950 - Tommy Kenter, dansk skuespiller.
- 1953 - Frank Andersen, dansk balletchef på Det kongelige Teater.
- 1959 - Emma Thompson, britisk skuespillerinde.
- 1960 - Susanne Bier, dansk filminstruktør
- 1966 - Samantha Fox, britisk sangerinde.
- 1972 - Trine Dyrholm, dansk sangerinde og skuespillerinde.
- 1980 - Fränk Schleck, luxembourgsk cykelrytter.
- 1986 - Amalie Dollerup, dansk barneskuespiller og skuespillerelev.
- 1990 - Emma Watson, britisk skuespillerinde.
- 1992 - Amy Deasismont, svensk sangerinde.

### Dødsfald
- 1764 - Madame de Pompadour, den franske konge Ludvig 15.'s elskerinde (født 1721).
- 1853 - Christian Christopher Zahrtmann, dansk søofficer og politiker (født 1793).
- 1865 - Abraham Lincoln, amerikansk præsident (født 1809) - attentat dagen forinden.
- 1912 - John Jacob Astor, amerikaner og verdens rigeste mand (født 1864) - Gik ned med RMS Titanic.
- 1935 - Anna Ancher, dansk malerinde (født 1859).
- 1942 - Robert Musil, østrigsk forfatter (født 1880).
- 1980 - Jean-Paul Sartre, fransk filosof og forfatter (født 1905).
- 1984 - Simon Spies, dansk rejsekonge (født 1921).
- 1986 - Jean Genet, fransk forfatter (født 1910).
- 1990 - Greta Garbo, svensk-amerikansk skuespillerinde (født 1905).
- 1991 - Teddy Petersen, dansk kapelmester (født 1892).
- 1998 - Pol Pot, cambodjansk diktator (født 1925).
- 2001 - Joey Ramone, amerikansk musiker i The Ramones (født 1951).
- 2002 - Hans-Henrik Krause, dansk skuespiller og teaterinstruktør (født 1918).
- 2008 - Hazel Court, britisk skuespillerinde (født 1926).
- 2015 - Gunilla Wolde, svensk børnebogsforfatter (født 1939)

|  | Denne datoartikel kan blive bedre, hvis der indsættes et (bedre) billede Du kan hjælpe ved at afsøge Wikimedia Commons for et passende billede eller uploade et godt billede til Wikimedia Commons iht. de tilladte licenser og indsætte det i artiklen. |